# Mene, mene, tekel, ufarszin

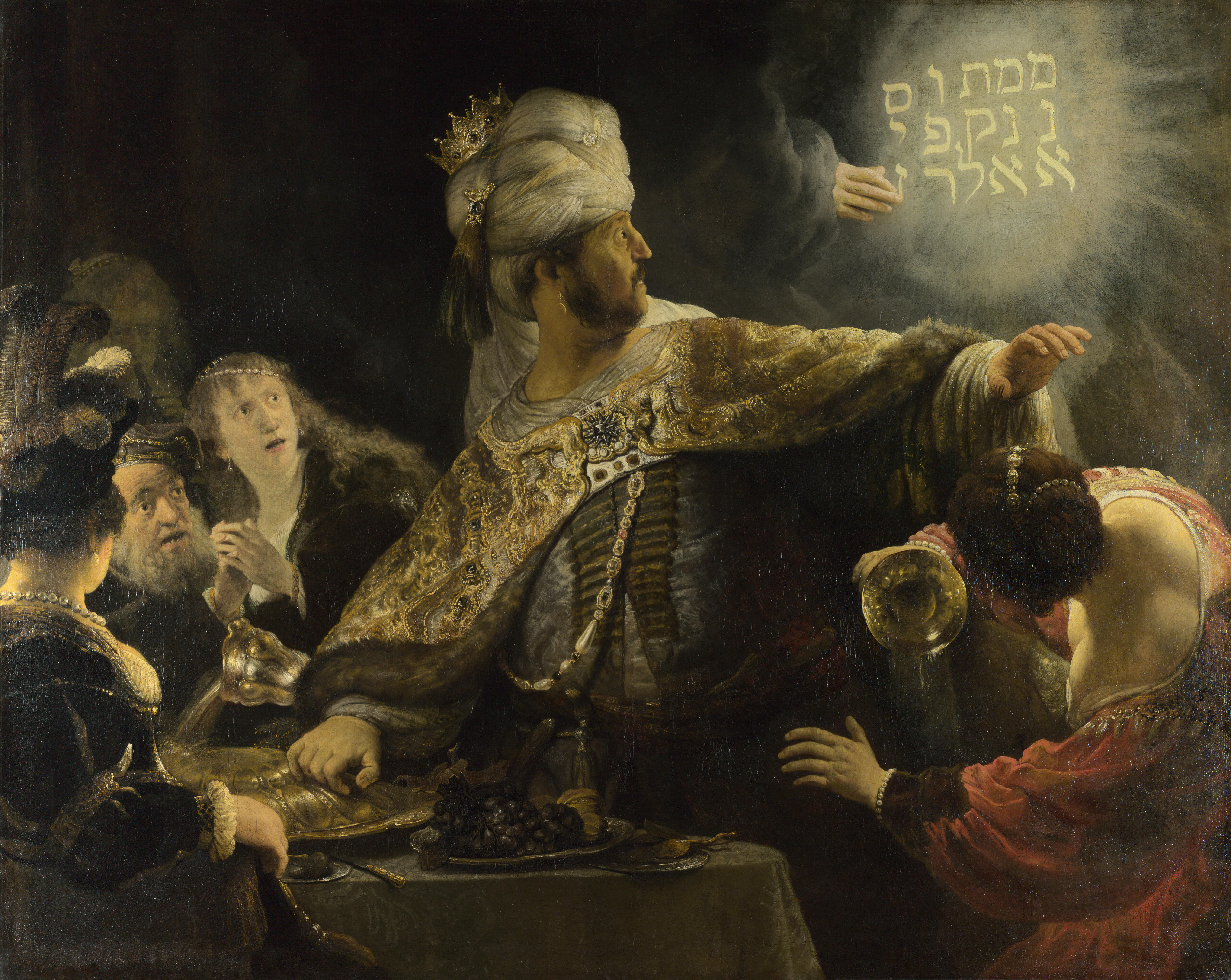
Rembrandt: Belsazár lakomája (1635, National Gallery, London)

A „mene, mene, tekel, ufarszin” egy arámi nyelvű mondat a Bibliából, Dániel próféta könyvének 5. részéből, amelyet természetfeletti erők írtak Bél-sar-uszur (másképpen Belsazár vagy Belsaccar, nem tévesztendő össze Baltazár-ral, mely Dániel babiloni neve) babiloni király (tkp. társrégens) palotájának falára a zsidó templom tárgyait megszentségtelenítő lakoma alatt, és amely megjósolta uralma végét. Magyarul szoktak a „megméretett és könnyűnek találtatott” kifejezéssel is hivatkozni rá, mely utalás a tekel szó jelentésére.

## Dániel könyvében
Dániel könyvének ötödik részében Bél-sar-uszur babiloni király lakomát rendezett elöljáróinak, melyen előhozatta az elődje, II. Nabú-kudurri-uszur által a jeruzsálemi templomból elrabolt szent edényeket, és melyből bort ittak, megszentségtelenítve azokat. Ivászat közben „dicsérék az arany-, ezüst-, ércz-, vas-, fa- és kőisteneket”. Ebben az órában emberi kéznek ujjai jelentek meg, és írni kezdtek a gyertyatartóval szemben a királyi palota falának burkolatára. A király pedig nézte az író kézfejet, és a következő feliratot látta: מנא ,מנא, תקל, ופרסין (mene, mene, tekel, ufarszin). Ezeket többnyire nem fordítják le a Bibliában, ezért közismert az arámi nyelvű alak. A szavak pénzmennyiségek, illetve tömegegységek arámi nevei:
- mene (arámi) ~ mina (görög): 50 (vagy 60) sékelnek megfelelő ősi közel-keleti súlymérték, illetve pénzmennyiség
- tekel (arámi) ~ sékel (héber): mezopotámiai eredű súlymérték (kb. 11 g), illetve pénzmennyiség
- ufarszin ~ peresz ~ parszu: fél mina

A felirat megrémisztette a királyt, hívatta varázslóit, látnokait, de azok a felkínált nagy jutalom ellenére sem tudták megfejteni. Ezután a király hívatta Dánielt, aki Nabú-kudurri-uszur alatt magas hivatalt töltött be. Dánielnek is nagy jutalmat ajánlott fel, ha megfejti a feliratot, ő azonban ezeket visszautasította. Szemére hányta, hogy nem tanult apja sorsából, és nem alázta meg magát Isten előtt, hanem meggyalázta szent edényeit, ezért küldte a kézfejet, amely feljegyezte az írást.
„És ez az írás, a mely feljegyeztetett: Mene, Mene, Tekel, Ufarszin! Ez pedig e szavaknak az értelme: Mene, azaz számba vette Isten a te országlásodat és véget vet annak. Tekel, azaz megmérettél a mérlegen és híjjával találtattál. Peresz, azaz elosztatott a te országod és adatott a médeknek és persáknak.”

## A világirodalomban

### A magyar irodalomban
Karinthy Frigyes Méné, tekel... című verse egyfajta erkölcsi példázat, filozofikus tükör, intő felkiáltás a jövő nemzedékek számára.
"Szívedbevésem és füledberágom:
Rossz volt embernek lenned a világon,
e korban, melynek mérlege hamis,
S megcsal holnap, mert megcsalt tegnap is."
Archív felvételen, a költő előadásában, felvezetése szerint: "Halló, itt Karinthy Frigyes, költő, a huszadik századból!"fordításban: Mene Tekel (ford. J. G. Nichols).[https://www.magyarulbabelben.net/works/hu/Karinthy_Frigyes-1887/M%C3%A9n%C3%A9%2C_tekel../en/23164-Mene_Tekel
Kertész Imre " A Kudarc" című regényének első fejezetében a főhős, Köves álmodik, "...valami akaratlan lendület hajtotta, melyen úrrá lenni nem tudott, tovább, előre, a távolban derengő fény felé. Az alagút egyszerre kiöblösödött, kör alakú térséggé tágult, s mene, tekel, ufarszin-ként Köves lángoló betűket látott a szemközti falon. Első pillantásra megrémült tőlük; de aztán észrevette, nincs különösebb baj, egy jól ismert téren áll – valószínűleg valahol a Körút közepén – s egy modern reklám rőten, sárgán és kéken villódzó betűit látja. Csakhogy ezek a betűk oly gyorsan váltogatták színeiket, sőt még formáikat is, hogy Köves – pedig érezte, rendkívül fontos üzenetet tartalmaznak, melyet mindenki, az egész világ ismer már, csak még egyedül ő nem – végül egyetlen szót sem tudott összeállítani belőlük. S mialatt mind dühösebben viaskodott, hogy kihámozza értelmüket, a betűk mintha egyszerre megvadultak volna: először forogni kezdtek, de mind eszelősebb sebességgel; majd a színes fények reménytelenül összemosódtak, elhalványultak, s Köves végül már csak egy alig-alig derengő gömböt látott, valahol mélyen a lába alatt – ő maga pedig ismét csak a semmiben volt. Akkor vette csak észre, hogy ez a gömb mennyire hasonlít a földgolyóhoz; lám, még valamilyen ábra is mutatkozik rajta: de nem a földrészeké és a tengereké – inkább holmi kusza rajzolat, lomha tengeri puhányként alakját váltogató, mind ijesztőbb formákat öltő, furcsa árny. S Köves rémülten érezte, hogy ennek a szűntelen mozgásban lévő árnyéknak, ezeknek a folyvást alakuló vonásoknak hasonlítaniok kell valamihez: nem, inkább valakihez, mégpedig valaki mondhatatlanul fontos lényhez, akiről Köves hamarjában nem tudta, hogy félelem vagy vonzalom köti-e hozzá, de aki – s ebben viszont már egészen biztos volt – ezt a sötét, alaktalan foltot, ezt az árnyékot erre a tejüveges golyóbisra veti. Meg kell fejtenie, ki lehet; minden erejét megfeszítve törte a fejét; s egyszerre, de olyan hangon, hogy szinte belérepedt a füle, a saját nevét hallotta meg." 